# Kukurbitan
Kukurbitan je hemijsko jedinjenje sa formulom C
30H
54 (CAS broj 65441-59-0). On je policiklični ugljovodonik, specifično triterpen. Ovo jedinjenje je izomer lanostana (specifično 19(10→9β)abeo-lanostana), od kojeg se razlikuje po formalnom pomeranju metil grupe (ugljenika broj 19) sa 10 na 9β poziciju koristeći standardnu steroidnu numeracionu šemu.
Kukurbitan je ime za dva stereoizomera, koje nose prefikse 5α- i 5β, i koja se razlikuju po pozicijama supstituenata hiralnog ugljenika.
- 5α-Kukurbitan
- 5β-Kukurbitan